# Anubia
Anubia è un personaggio dei fumetti pubblicati dalla Marvel Comics, appartiene ai cosiddetti Nuovi Uomini.

## Biografia del personaggio
Anubia venne fatta evolvere, dall'Alto Evoluzionario, a partire da uno sciacallo. Questa sua peculiarità le donò un forte seguito tra gli adepti di Miles Warren, che la portò ad assurgere al ruolo di Grande Sacerdotessa del Culto dello Sciacallo. Anubia rimane fedele al suo idolo, anche dopo le bugie sparse sul suo conto dall'Alto Evoluzionario, e, grazie all'intervento del Ragno Rosso, ne riabilità la credibilità.

## Poteri e abilità
Dotata di una forza sovrumana e di artigli, come l'animale da cui è evoluta, Anubia, tuttavia, non ha doti da guerriera.